# 阿提夫·穆罕默德·奥贝德
阿提夫·穆罕默德·奥贝德（阿拉伯语：‎；1932年4月14日—2014年9月12日），出生于埃及西部省的坦塔（Tanta）。1955年毕业于开罗大学，1962年获得伊利诺伊大学厄本那香槟分校哲学博（PhD）学位。后在开罗大学担任商学教授，1980年代开始进入政府部门任职，担任过国内发展部长、计划部长等职，1999年10月5日被任命为埃及总理。2004年7月，奥贝德辞职。 2004年6月26日至7月6日胡斯尼·穆巴拉克总统前往德国治病时曾代理总统。后掌管阿拉伯国际银行，2012年3月1日因挥霍公款罪名被判10年监禁，财产被冻结。2013年初埃及的上诉法院推翻了判决，进行重审。法院再次宣告指控他在土地中欺诈。